# Enana de Fornax
La Galaxia Enana de Fornax es una galaxia satélite de la Vía Láctea que forma parte del Grupo Local. Se encuentra en la constelación austral de Fornax, a 460.000 años luz de la Tierra. Con un diámetro de aproximadamente 6000 años luz, su magnitud visual es 9,3. Fue descubierta en 1938 por Harlow Shapley.
Aunque es una galaxia enana elíptica, su tamaño es varias veces mayor que otras galaxias enanas de nuestro entorno (como por ejemplo la Galaxia Enana de Carina o la Galaxia Enana de Draco), y contiene muchos millones de estrellas, aunque las más brillantes apenas alcanzan magnitud visual 19. Sus estrellas tienen una edad de entre tres y diez mil millones de años, siendo casi todas ellas de Población II. Se estima que al menos el 90% de la galaxia está constituido por materia oscura, la cual parece estar distribuida de manera uniforme por ella y no concentrada en su centro cómo sugieren los modelos.
La galaxia Enana de Fornax posee seis cúmulos globulares orbitándola, y de hecho el más brillante de ellos, NGC 1049, fue descubierto antes que la propia galaxia.